# Design By Numbers
Design By Numbers （DBN）は、1990年代にMITメディアラボにおいて開発されたグラフィック・プログラミング環境である。このプロジェクトはジョン・マエダと彼の学生によって率いられた。デザイナーやアーティストといったノンプログラマーがプログラミングを用いた表現を行えるよう、学習の容易なシンプルな言語仕様であることが特徴であり、その後のプログラミング教育やクリエイティブ・コーディングに広範に渡る影響を及ぼした。 
2022年現在、Design By Numbersはアクティブなプロジェクトでは無いが、プログラミングをエンジニア以外の人々がより利用しやすいものとすることを目的とした数多くのプロジェクトに影響を与え続けている。その最も著名な例は、マエダの学生であるケイシー・リアス（Casey Reas）とベン・フライ（Ben Fry）によって開発されたProcessingである。これはDesign By Numberでの開発経験を元に、より複雑な表現が可能となるよう改良が施された統合開発環境であり、国際的な成功を収めている。